# Campionati europei juniores di biathlon 2025
I Campionati europei juniores di biathlon 2025 sono la 9ª edizione della manifestazione. Si sono svolti a Altenberg, in Germania, dal 22 al 26 gennaio 2025.
I campionati costituiscono una tappa del circuito di IBU Junior Cup, il circuito giovanile del biathlon mondiale, per il quale assegnano punti; ne consegue che possano iscriversi anche atleti non europei; la classifica del campionato viene poi stilata considerando solamente gli atleti europei iscritti, mentre quella della gara è valevole per le classifiche del circuito cadetto.

## Podi

### Uomini
| Evento            | Oro             | Tempo   | Argento           | Tempo | Bronzo                       | Tempo |
| 15 km individuale | Grzegorz Galica | 41:35.7 | Antonin Delsol    | +38.2 | Arthur Ishakov               | +50.4 |
| 10 km sprint      | Fabian Kaskel   | 27:42.3 | Elias Seidl       | +2.2  | Camille Grataloup-Manissolle | +13.9 |
| 12 km mass start  | Grzegorz Galica | 35:02.4 | Sondre Slettemark | +8.7  | Martin Botet                 | +12.9 |

### Donne
| Evento            | Oro                 | Tempo   | Argento          | Tempo | Bronzo                | Tempo |
| 15 km individuale | Valentina Dimitrova | 41:12.5 | Evelina Hakala   | +3.7  | Amelia Liszla         | +55.0 |
| 10 km sprint      | Anaëlle Bondoux     | 24:17.3 | Coralie Perrin   | +2.6  | Charlotte Gallbronner | +14.7 |
| 12 km mass start  | Kateřina Pavlů      | 30:05.6 | Fabiana Carpella | +13.4 | Sara Scattolo         | +22.9 |

### Gare miste
| Evento          | Oro      | Tempo     | Argento | Tempo | Bronzo    | Tempo    |
| Single Mixed    | Germania | 40:47.0   | Francia | +0.2  | Rep. Ceca | +1:16.17 |
| Staffetta Mista | Polonia  | 1:15:20.9 | Francia | +41.9 | Italia    | +1:04.5  |

## Medagliere
| Pos.   | Paese       | Oro | Argento | Bronzo | Totale |
| ------ | ----------- | --- | ------- | ------ | ------ |
| 1      | Polonia     | 3   | 0       | 1      | 4      |
| 2      | Germania    | 2   | 1       | 1      | 4      |
| 3      | Francia     | 1   | 4       | 2      | 7      |
| 4      | Rep. Ceca   | 1   | 0       | 1      | 2      |
| 4      | Bulgaria    | 1   | 0       | 0      | 1      |
| 5      | Finlandia   | 0   | 1       | 0      | 1      |
| 6      | Italia      | 0   | 1       | 2      | 3      |
| 6      | Finlandia   | 0   | 1       | 0      | 1      |
| 6      | Finlandia   | 0   | 1       | 0      | 1      |
| 7      | Groenlandia | 0   | 0       | 1      | 1      |
| Totale | Totale      | 8   | 8       | 8      | 24     |